# Premi Oscar 2014

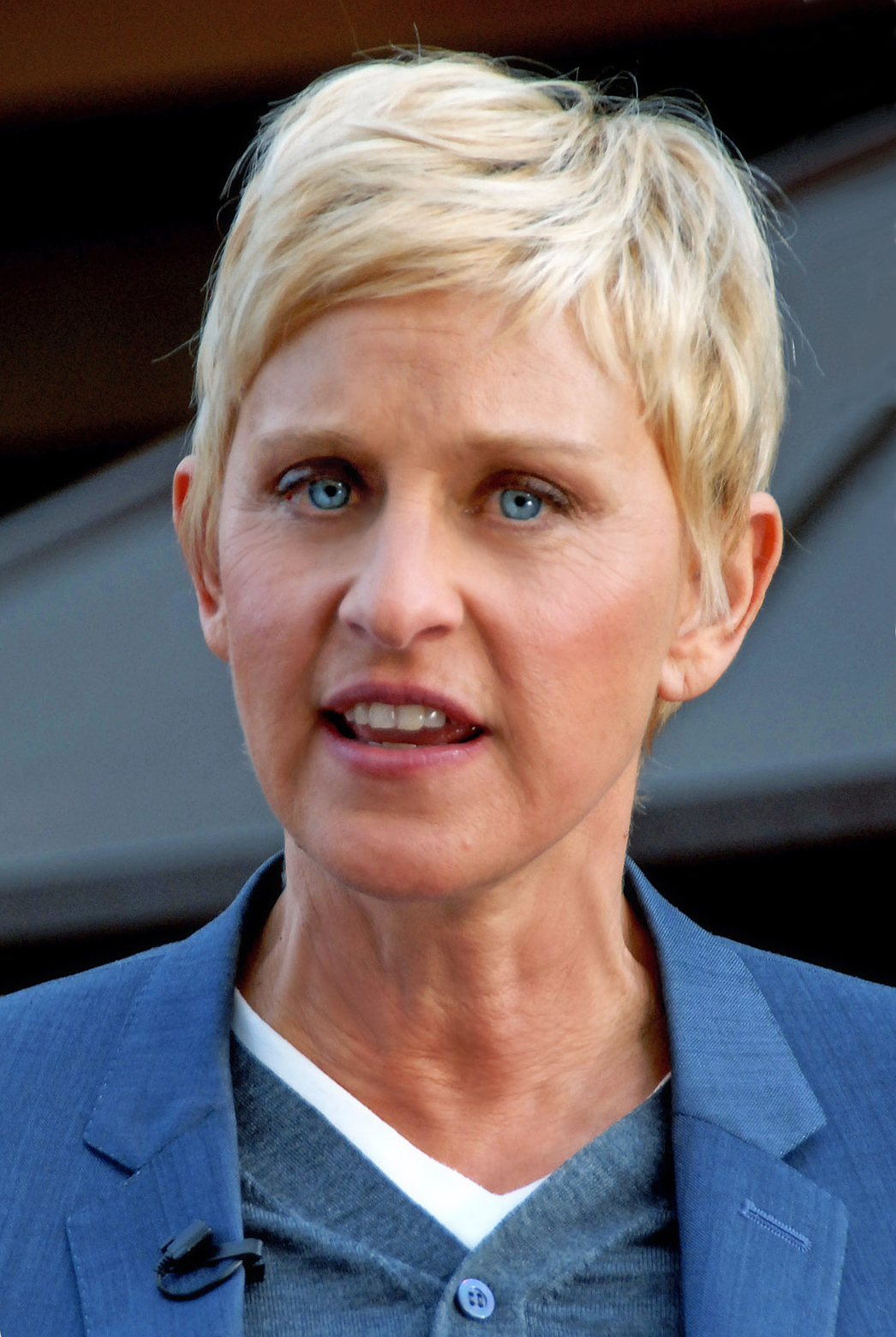
Ellen DeGeneres, conduttrice dell'86ª edizione.

L'86ª edizione della cerimonia dei Premi Oscar si è tenuta al Dolby Theatre di Los Angeles il 2 marzo 2014. A condurre la serata è stata scelta per la seconda volta Ellen DeGeneres.
A trasmettere la cerimonia negli Stati Uniti d'America è stato ancora il Network ABC. La TV russa ha scelto di boicottare l'evento a causa delle tensioni diplomatiche tra Stati Uniti e Russia, sorte in seguito all'entrata nel territorio ucraino da parte dell'esercito russo quale ritorsione per l'esautorazione, conseguente alle proteste di Euromaidan, del presidente eletto Viktor Janukovyč, favorevole all'adesione del paese all'Unione eurasiatica.
Le candidature sono state annunciate il 16 gennaio. I film che ne hanno ricevute di più sono Gravity di Alfonso Cuarón con 10 candidature (vincendone 7) e American Hustle - L'apparenza inganna di David O. Russell, anch'esso con 10 candidature (non ricevendo però alcun premio), seguiti da 12 anni schiavo del regista Steve McQueen subito dietro a quota 9 (vincendone 3).
Con le sue 7 statuette, Gravity di Alfonso Cuarón è stato il film più premiato degli Oscar 2014.

## Vincitori e candidati
Vengono di seguito indicati in grassetto i vincitori. Ove ricorrente e disponibile, viene indicato il titolo in lingua italiana e quello in lingua originale tra parentesi.

### Miglior film
- 12 anni schiavo (12 Years a Slave), a Steve McQueen, Brad Pitt, Dede Gardner, Jeremy Kleiner e Anthony Katagas
- American Hustle - L'apparenza inganna (American Hustle), a Charles Roven, Richard Suckle, Megan Ellison, e Jonathan Gordon
- Captain Phillips - Attacco in mare aperto (Captain Phillips), a Scott Rudin, Dana Brunetti, e Michael De Luca
- Dallas Buyers Club, a Robbie Brenner e Rachel Winter
- Gravity, a Alfonso Cuarón e David Heyman
- Lei (Her), Megan Ellison, Spike Jonze, e Vincent Landay
- Nebraska, a Albert Berger e Ron Yerxa
- Philomena, a Gabrielle Tana, Steve Coogan, e Tracey Seaward
- The Wolf of Wall Street, a Martin Scorsese, Leonardo DiCaprio, Joey McFarland, e Emma Tillinger Koskoff

### Miglior regia
- Alfonso Cuarón - Gravity
- Steve McQueen - 12 anni schiavo (12 Years a Slave)
- Alexander Payne - Nebraska
- David O. Russell - American Hustle - L'apparenza inganna (American Hustle)
- Martin Scorsese - The Wolf of Wall Street

### Miglior attore protagonista
- Matthew McConaughey - Dallas Buyers Club
- Christian Bale - American Hustle - L'apparenza inganna (American Hustle)
- Bruce Dern - Nebraska
- Leonardo DiCaprio - The Wolf of Wall Street
- Chiwetel Ejiofor - 12 anni schiavo (12 Years a Slave)

### Miglior attrice protagonista
- Cate Blanchett - Blue Jasmine
- Amy Adams - American Hustle - L'apparenza inganna (American Hustle)
- Sandra Bullock - Gravity
- Judi Dench - Philomena
- Meryl Streep - I segreti di Osage County (August: Osage County)

### Miglior attore non protagonista
- Jared Leto - Dallas Buyers Club
- Barkhad Abdi - Captain Phillips - Attacco in mare aperto (Captain Phillips)
- Bradley Cooper - American Hustle - L'apparenza inganna (American Hustle)
- Michael Fassbender - 12 anni schiavo (12 Years a Slave)
- Jonah Hill - The Wolf of Wall Street

### Migliore attrice non protagonista
- Lupita Nyong'o - 12 anni schiavo (12 Years a Slave)
- Sally Hawkins - Blue Jasmine
- Jennifer Lawrence - American Hustle - L'apparenza inganna (American Hustle)
- Julia Roberts - I segreti di Osage County (August: Osage County)
- June Squibb - Nebraska

### Migliore sceneggiatura non originale
- John Ridley - 12 anni schiavo (12 Years a Slave)
- Richard Linklater, Julie Delpy e Ethan Hawke - Before Midnight
- Billy Ray - Captain Phillips - Attacco in mare aperto (Captain Phillips)
- Steve Coogan e Jeff Pope - Philomena
- Terence Winter - The Wolf of Wall Street

### Migliore sceneggiatura originale
- Spike Jonze - Lei (Her)
- David O. Russell e Eric Warren Singer - American Hustle - L'apparenza inganna (American Hustle)
- Woody Allen - Blue Jasmine
- Craig Borten e Melisa Wallack - Dallas Buyers Club
- Bob Nelson - Nebraska

### Miglior film straniero
- La grande bellezza, regia di Paolo Sorrentino (Italia)
- Alabama Monroe - Una storia d'amore (The Broken Circle Breakdown), regia di Felix Van Groeningen (Belgio)
- Il sospetto (Jagten), regia di Thomas Vinterberg (Danimarca)
- The Missing Picture (L'image manquante), regia di Rithy Panh (Cambogia)
- Omar, regia di Hany Abu-Assad (Palestina)

### Miglior film d'animazione
- Frozen - Il regno di ghiaccio (Frozen), regia di Chris Buck e Jennifer Lee
- Si alza il vento (Kaze tachinu), regia di Hayao Miyazaki
- I Croods (The Croods), regia di Kirk De Micco e Chris Sanders
- Cattivissimo me 2 (Despicable Me 2), regia di Pierre Coffin e Chris Renaud
- Ernest & Celestine, regia di Stéphane Aubier, Vincent Patar e Benjamin Renner

### Migliore fotografia
- Emmanuel Lubezki - Gravity
- Philippe Le Sourd - The Grandmaster
- Bruno Delbonnel - A proposito di Davis (Inside Llewyn Davis)
- Phedon Papamichael - Nebraska
- Roger Deakins - Prisoners

### Miglior scenografia
- Catherine Martin e Beverley Dunn - Il grande Gatsby (The great Gatsby)
- Judy Becker e Heather Loeffler - American Hustle - L'apparenza inganna (American Hustle)
- Andy Nicholson, Rosie Goodwin e Joanne Woollard - Gravity
- K.K. Barrett e Gene Serdena - Lei (Her)
- Adam Stockhausen e Alice Baker - 12 anni schiavo (12 Years a Slave)

### Migliori costumi
- Catherine Martin - Il grande Gatsby (The great Gatsby)
- Michael Wilkinson - American Hustle - L'apparenza inganna (American Hustle)
- William Chang Suk Ping - The Grandmaster
- Michael O'Connor - The Invisible Woman
- Patricia Norris - 12 anni schiavo (12 years a Slave)

### Miglior trucco e acconciatura
- Adruitha Lee e Robin Mathews - Dallas Buyers Club
- Stephen Prouty - Jackass presenta: Nonno cattivo (Jackass Presents: Bad Grandpa)
- Joel Harlow e Gloria Pasqua-Casny - The Lone Ranger

### Migliori effetti speciali
- Tim Webber, Chris Lawrence, Dave Shirk e Neil Corbould - Gravity
- Joe Letteri, Eric Saindon, David Clayton e Eric Reynolds - Lo Hobbit - La desolazione di Smaug (The Hobbit: The Desolation of Smaug)
- Roger Guyett, Patrick Tubach, Ben Grossmann e Burt Dalton - Into Darkness - Star Trek
- Christopher Townsend, Guy Williams, Erik Nash e Daniel Sudick - Iron Man 3
- Tim Alexander, Gary Brozenich, Edson Williams e John Frazier - The Lone Ranger

### Miglior montaggio
- Alfonso Cuarón e Mark Sanger - Gravity
- Jay Cassidy, Crispin Struthers e Alan Baumgarten - American Hustle - L'apparenza inganna (American Hustle)
- Christopher Rouse - Captain Phillips - Attacco in mare aperto (Captain Phillips)
- John Mac McMurphy e Martin Pensa - Dallas Buyers Club
- Joe Walker - 12 anni schiavo (12 Years a Slave)

### Miglior sonoro
- Skip Lievsay, Niv Adiri, Christopher Benstead e Chris Munro - Gravity
- Chris Burdon, Mark Taylor, Mike Prestwood Smith e Chris Munro - Captain Phillips - Attacco in mare aperto (Captain Phillips)
- Skip Lievsay, Greg Orloff e Peter F. Kurland - A proposito di Davis (Inside Llewyn Davis)
- Christopher Boyes, Michael Hedges, Michael Semanick e Tony Johnson - Lo Hobbit - La desolazione di Smaug (The Hobbit: The Desolation of Smaug)
- Andy Koyama, Beau Borders e David Brownlow - Lone Survivor

### Miglior montaggio sonoro
- Glenn Freemantle - Gravity
- Steve Boeddeker e Richard Hymns - All Is Lost - Tutto è perduto (All Is Lost)
- Oliver Tarney - Captain Phillips - Attacco in mare aperto (Captain Phillips)
- Brent Burge - Lo Hobbit - La desolazione di Smaug (The Hobbit: The Desolation of Smaug)
- Wylie Stateman - Lone Survivor

### Migliore colonna sonora
- Steven Price - Gravity
- Win Butler e Owen Pallett - Lei (Her)
- Alexandre Desplat - Philomena
- Thomas Newman - Saving Mr. Banks
- John Williams - Storia di una ladra di libri (The Book Thief)

### Migliore canzone
- Let It Go, musica e parole di Kristen Anderson-Lopez e Robert Lopez - Frozen - Il regno di ghiaccio (Frozen)
- Happy, musica e parole di Pharrell Williams - Cattivissimo me 2 (Despicable Me 2)
- The Moon Song, musica e parole di Karen O e Spike Jonze - Lei (Her)
- Ordinary Love, musica di Bono, The Edge, Adam Clayton e Larry Mullen, parole di Bono - Mandela - La lunga strada verso la libertà (Long Walk to Freedom)

### Miglior documentario
- 20 Feet from Stardom, regia di Morgan Neville
- L'atto di uccidere (The Act of Killing), regia di Joshua Oppenheimer e Signe Byrge Sørensen
- Cutie and the Boxer, regia di Zachary Heinzerling e Lydia Dean Pilcher
- Dirty Wars, regia di Richard Rowley e Jeremy Scahill
- The Square - Dentro la rivoluzione (Al midan), regia di Jehane Noujaim

### Miglior cortometraggio documentario
- The Lady in Number 6: Music Saved My Life, regia di Malcolm Clarke e Nicholas Reed
- CaveDigger, regia di Jeffrey Karoff
- Facing Fear, regia di Jason Cohen
- Karama Has No Walls, regia di Sara Ishaq
- Prison Terminal: The Last Days of Private Jack Hall, regia di Edgar Barens

### Miglior cortometraggio
- Helium, regia di Anders Walter e Kim Magnusson
- Aquel No Era Yo (That Wasn't Me), regia di Esteban Crespo
- Avant Que De Tout Perdre (Just Before Losing Everything), regia di Xavier Legrand e Alexandre Gavras
- Pitääkö Mun Kaikki Hoitaa? (Do I Have to Take Care of Everything?), regia di Selma Vilhunen e Kirsikka Saari
- The Voorman Problem, regia di Mark Gill e Baldwin Li

### Miglior cortometraggio d'animazione
- Mr Hublot, regia di Laurent Witz e Alexandre Espigares
- Feral, regia di Daniel Sousa e Dan Golden
- Possessions, regia di Shuhei Morita
- La strega Rossella (Room on the Broom), regia di Max Lang e Jan Lachauer
- Tutti in scena! (Get a Horse!), regia di Lauren MacMullan e Dorothy McKim

## Premi speciali

### Oscar alla carriera
- Steve Martin
- Angela Lansbury
- Piero Tosi

### Premio umanitario Jean Hersholt
- Angelina Jolie

## La squalifica diAlone Yet Not Alone
La canzone Alone Yet Not Alone, presente nella colonna sonora dell'omonimo film di Ray Bengston e George D. Escobar, è entrata nella cinquina dei candidati come miglior canzone originale agli Oscar 2014 il 16 gennaio 2014, ma è stata squalificata dalla giuria il 29 gennaio 2014 a causa di presunte pressioni di voto avanzate dal compositore Bruce Broughton.
Broughton, ex membro dell'Academy e attuale membro del comitato esecutivo della branca musicale, avrebbe abusato della sua posizione all'interno dell'organizzazione per inviare diverse e-mail ai membri della giuria al fine di far conoscere il proprio brano e quindi di influenzarli nel giudizio. Questa mossa "promozionale" messa in atto dal compositore non è piaciuta ai vertici dell'Academy che pertanto hanno deliberato di revocare la candidatura.
La candidatura non è stata rimpiazzata, perciò i candidati sono diventati quattro.